# شهداء قرطبة (مسيحية)
شهداء قرطبة هو الاسم المتداول لأحداث دوّنها قس كاثوليكي يدعى إيولوخيوس عن إعدام 48 مسيحي بعضهم من الرهبان والكهنة الكاثوليك في الأندلس في الفترة بين عامي 851-859، والتي لم يرد ذكرها في المصادر العربية أو حتى الغربية المعاصرة لتلك الفترة، ومصدرها الوحيد هو القس إيولوخيو أحد الثمانية وأربعين مسيحيًا الذين قتلوا، لذا فمن المحتمل أن الأحداث مكتوبة بشيء من التحيز. وخاصة أن الكتابات التي دونها القس، ليس فيها ما يشير إلى وجود اضطهاد حقيقي في الأندلس في ذاك الوقت.

## خلفية الأحداث
بعد دخول المسلمين للأندلس عام 711م، تم تخيير السكان المحليين بين الدخول في الإسلام أو البقاء على دينهم. كان دخول السكان المسلمين في الإسلام يستلزم منهم إتباع فرائضه من صلاة وزكاة وصوم وغيرها، بينما كان بقاؤهم على دينهم يستلزم منهم دفع الجزية وفقًا للشريعة الإسلامية، التي تعتبر المسيحيين واليهود من أهل الذمة، لهم الحق في الاحتفاظ بدياناتهم وكنائسهم أو معابدهم، وأن يحتكموا إلى قضاتهم. وع استتباب الحكم الإسلامي في أيبيريا، تحوّلت أعداد كبيرة من السكان المحليين إلى الإسلام، إما بدافع الاقتناع أو جلبًا للمنفعة، خاصة بعدما وجد بعض المسيحيين في دخولهم تحت عباءة الإسلام طريقة مناسبة لكي يتجنبوا دفع الجزية، أو دفع الضرائب المالية التي كان يفرضها عليهم الملوك المسيحيون إن انتقلوا إلى الممالك المسيحية المجاورة. ولكن رغم احتفاظ المؤسسات الدينية المسيحية على استقلالها الثقافي وعلى تميزها القومي إلا أنها كانت تراقب بضيق شديد تغلغل الهيمنة السياسية والثقافية العربية في مجتمع المستعربين، خاصة بعد حالة الانبهار التي سادت بين شباب المستعربين في الأندلس بالمظاهر الحضارية التي انتشرت في ظل حكم المسلمين. وقد نقل المؤرخ محمد عبد الله عنان عن سيمونت أحد أكثر المؤرخين اهتمامًا بتاريخ المستعربين وصفه لتلك الحالة، قائلاً:
| ” | هذا، وقد كان يأسر الشباب المسيحي مظاهر العظمة المادية والحضارية التي تفوقت بها قرطبة الإسلامية على قرطبة المسيحية، وما كانت تقترن به هذه العظمة من المظاهر الأدبية والفنية، والتي بثها عبد الرحمن بحبه للشعر والفلسفة والموسيقى. وكان من مظاهر تأثر الشباب المسيحي، أنهم كانوا يكتبون ويتكلمون العربية، محتقرين دراسة اللغة والآداب اللاتينية، وهو أمر كان شديد الخطر على وطنيتهم ودينهم. وفي النصف الأول من القرن التاسع، لم تكن اللغة والآداب العربية فقط، بل وكذلك الأفكار والتقاليد الإسلامية قد انتشرت بين المستعربين الأسبان. وهذا ما تشير إليه وثيقة هامة كتبها مسيحي قرطبي معاصر هو ألبارو القرطبي في سنة 854 م عنوانها "Indicalo Luminoso"، وفيها يصف بقوة وبلاغة الذعر الذي أصاب الأشراف الكرماء البواسل الذين كانوا يحتفظون بالعاطفة المسيحية والوطنية الإسبانية. وكيف أن شبانًا من المسيحيين يمتلئون حياة وقوة وفصاحة، يتقنون اللغة العربية، ويبحثون بشغف عن الكتب العربية ويدرسونها بعناية ويمتدحونها بحماسة. هذا في حين أنهم يجهلون جمال الآداب الكنسية، ثم يبدي ألمه من أن النصارى يجهلون شريعتهم ولغتهم اللاتينية، وينسون لغتهم القومية. | “ |

أثارت تلك الحالة، قلق بعض رجال الدين المسيحي الذين أرادوا التأكيد على الانفصال الديني والقومي عن الحكم الإسلامي، وضمان ولاء المستعربين للممالك المسيحية في شمال شبه الجزيرة الأيبيرية، وإلى الكنيسة الكاثوليكية في روما، خاصة مع نمو التيار الشعوبي بين بعض المستعربين في الأندلس. مما دفع البابا أدريان الأول الذي كان يعارض التواجد الإسلامي في أيبيريا إلى إصدار بعض القرارات التي تحظر على رعايا كنيسته التعامل مع المسلمين مثل إبقائه لمرسوم البابا زكريا الذي يحظر بيع العبيد للمسلمين، والتنديد بزواج المسيحيات الأيبيريات من المسلمين، وتشجيعه شارلمان على غزو الأندلس لتوسيع النفوذ المسيحي والتخلّص من السيطرة الإسلامية.
لذا، فقد سادت حالة من الاحتقان الداخلي في المجتمع المسيحي في الأندلس الذي كان منقسمًا في شأن التعامل مع المسلمين والثقافة الإسلامية، بين المستعربين الذين كانوا يرون المسلمين مُحتلّين وبين المستعربين الذين اختاروا التعايش مع الحكم الإسلامي، خاصة النبلاء الذين ارتضوا بدفع الجزية السنوية والاعتراف بالسيادة الإسلامية في مقابل البقاء في مواقعهم. ويرى سيمونت أن ما زكّى حالة الاحتقان تلك ما كان يحدث في النصف الأول من القرن التاسع الميلادي من حركات انتقامية من قِبْل بعض المتعصّبين المسلمين كلّما جاءت أخبار عن انتصارات للممالك المسيحية على المسلمين في المناطق الشمالية للأندلس، أو نجاح تمردات المولدين ضد السلطة الأموية في الأندلس في طليطلة أو غيرها.

## الأحداث
أمام حالة التعصب التي سادت بين بعض المتعصبين من المستعربين، كان لا بد من إحداث صدمة لتوتير العلاقة بين المسلمين والمستعربين، وقطع أي سبيل للتقارب أو التداخل بين الطائفتين. كانت تلك الشرارة التي أشعلت الموقف هي الحركة التي عُرفت بحركة «شهداء قرطبة». جاء سرد أحداث هذه الحركة في كتابات الكاهن أيولوخيوس أحد الذين شاركوا في هذه الحركة.
ذكر أيولوخيوس أن الأحداث بدأت عندما ناقش كاهن يدعى «برفكتوس» عدد من المسلمين حول رؤية الدين المسيحي للنبي محمد، ثم تلا عليهم فقرات من إنجيل متى حول مجئ أنبياء مزيفين كبادرة لظهور عدو المسيح، وانتهى نقاشهم عند هذا الحدّ. وبعد أيام، عاد برفكتوس إلى هذه المجموعة من المسلمين، وتهجّم على الإسلام والنبي محمد، فأمسكوه وقادوه إلى القاضي الذي حاول إثنائه عن أقواله لكنه أصرّ، فحبسه لفترة قبل إعدامه في 8 أبريل 850م. وفي خلال يومين من إعدام برفكتوس، قلّد جندي مسيحي في جيش قرطبة وستة رهبان وقساوسة فعلة برفكتوس، وكان مصيرهم كمصير برفكتوس. ثم تتابع تكرار الحدث على فترات متقطعة، وبلغ إجمالي عدد من أقدم على هذا الحدث 48-50 حالة من بينهم تسعة نسوة، وعدد من المولدين، ولم تنته تلك الأحداث إلا بعد إعدام إيولوخيوس نفسه في 11 مارس 859 م، حيث كان آخر المعدومين ولم يعدم بعده سوى فتاة تدعى ليوسيريتيا، ولدت لأبوين مسلمين ثم تنصرت، والتي أعدمت بعده بأربعة أيام.

## نقد الأحداث
لم يرد أي ذكر لأحداث شهداء قرطبة في أي من المصادر العربية أو حتى الغربية المعاصرة لتلك الفترة، ومصدرها الوحيد هو ما كتبه الكاهن إيولوخيو. لذا، فمن المحتمل أن الأحداث مكتوبة بشيء من التحيز. وخاصة أن الكتابات التي دونها الكاهن، ليس فيها ما يشير إلى وجود اضطهاد حقيقي في الأندلس في ذاك الوقت. بل وتشير أصابع الاتهام إلى أيولوخيوس نفسه بأنه هو من أجّج لهذه الحركة ببث عقيدة الاستشهاد لصَدْع حالة الوئام بين المسلمين والمسيحيين في قرطبة، ليمنع نزوع المسيحيين نحو تعلم اللغة العربية.
كان أيولوخيوس قد زار منطقة نافارا في شمال أيبيريا بين سنتي 849-851م، وأقام في ضيافة رهبان «دير لير» أحد أشهر أديرة ذلك الإقليم، وعاد من هناك بالكتابات الكلاسيكية لفرجيل وهوراس ويوفينال وكتاب مدينة الرب لأوغسطينوس. كما إدعى أيولوخيوس أنه عثر في الدير على كتيب صغير مجهول المؤلف يتحدث عن «نبي شؤم» (يقصد بذلك نبي الإسلام)، حيث قال أيولوخيوس في كتابه «تقريظ شهداء قرطبة»: «مؤخرًا، عندما كنت في مدينة بنبلونة، وكنت أقيم في دير لير. بينما كنت أتصفح الكتب المجمّعة هناك، التي كانت مجهولة بالنسبة لي. وفجأة اكتشفت كتيبًا «مجهول المؤلف»، قصة قصيرة عن نبي ممقوت». لخّص إيولوخيوس هذا الكُتيّب، وأرسله إلى أصدقائه في قرطبة وإشبيلية. يًرجّح أن إيولوخيو هو من كتب تلك الكتابات، بقصد تشويه صورة الإسلام في أعين مسيحيي الأندلس، بعدما صعقه انبهار مسيحيو الأندلس بما وصل له المسلمون من حضارة في ذلك العصر. وبناء على تلك الكتابات، روّج إيولوخيو وقتها أن هذا النبي دجال مستغلاًّ معتقدات جمهوره المستهدف من مسيحيي الأندلس حين روّج إلى أنّ محمدًا إدعى بين أصحابه أنه سيقوم من بين الأموات كيسوع في اليوم الثالث، وهو ما لم يحدث. اهتدى إيولوخيوس إلى وسيلة لمقاومته، ألا وهي تحريض رعايا كنيسته على الحيلولة دون انتشار هذا الدين عن طريق التعرض للمسلمين، عن طريق سب الإسلام ونبيه، طلبًا للاستشهاد. كنتيجة لوقائع سبّ الدين الإسلامي وسبّ نبيه، كان القضاة يستنطقون المتهمين فيما نسب إليهم، فإن أصروا كانت الأحكام تتراوح بين الإعدام بقطع الرأس أو الجلد. إلى جانب هؤلاء، أضاف إيولوخيوس المسلمين أو أبناء التزاوج بين المسلمين والمسيحيات الذين ارتدوا عن الإسلام إلى قائمة شهدائه، وهم الذين كانت تصدر بحقهم أحكام بالإعدام بحد الردة.

## تداعيات الأحداث
كان لتلك الحركة تداعياتها على تعامل السلطة الأموية مع المسيحيين، فقد مارس الأمير محمد بن عبد الرحمن نتيجة لتلك الأحداث ضغوطًا على حرية التعبّد المسيحية، فأمر بهدم كل الكنائس الجديدة، ومنع ترميم الكنائس القديمة، ووضع قيودًا على المسيحيين لم يسبق للسلطة الأموية أن مارستها عليهم. إلا أن انشغال الأمير محمد بن عبد الرحمن بإخماد الثورات الداخلية على حكمه، جعلته منشغلًا عن تطبيق قراراته تلك. بينما لم تلق دعوى إيولوخيوس صدى بين المسيحيين المعتدلين في الأندلس الذي أنكروا على شهداء قرطبة فعلهم، ولم يعتبروهم شهداءً، لأن أحداث مقتلهم لم تصحبها أية علاماتٍ خارقةٍ أو معجزات، كما أنه لم يكن هناك اضطهادًا للمسيحيين في قرطبة، كما فعل الرومان مع المسيحيين الأوائل، وكذلك لم يكن مقتل هؤلاء على أيدي وثنيين كالرومان، وإنما على أيدي رجال يبجلون الله والشريعة.

## موقف الكنيسة
عارضت الكنيسة الأندلسية وأسقفها ريكافريد حركة شهداء قرطبة معارضة شديدة وصلت إلى حد إلقاء عدد كبير من الكهنة والرهبان المؤيدين لهذه الحركة في السجن، ومن بينهم أيولوخيوس الذي دوّن قصتها وهو حبيس. كما استبعد بعض الأفراد والمؤسسات المسيحية مثل كنيسة سميرنا ومجمع ألبيرة وقبريانوس القرطاجي وإكليمندس الإسكندري وغيرهم، وصف الاستشهاد كصفة لما قام به هؤلاء الذين كانوا يُقدمون على قتل أنفسهم، لتنافي ذلك مع تعاليم وروح المسيحية.